# 澤比翁山

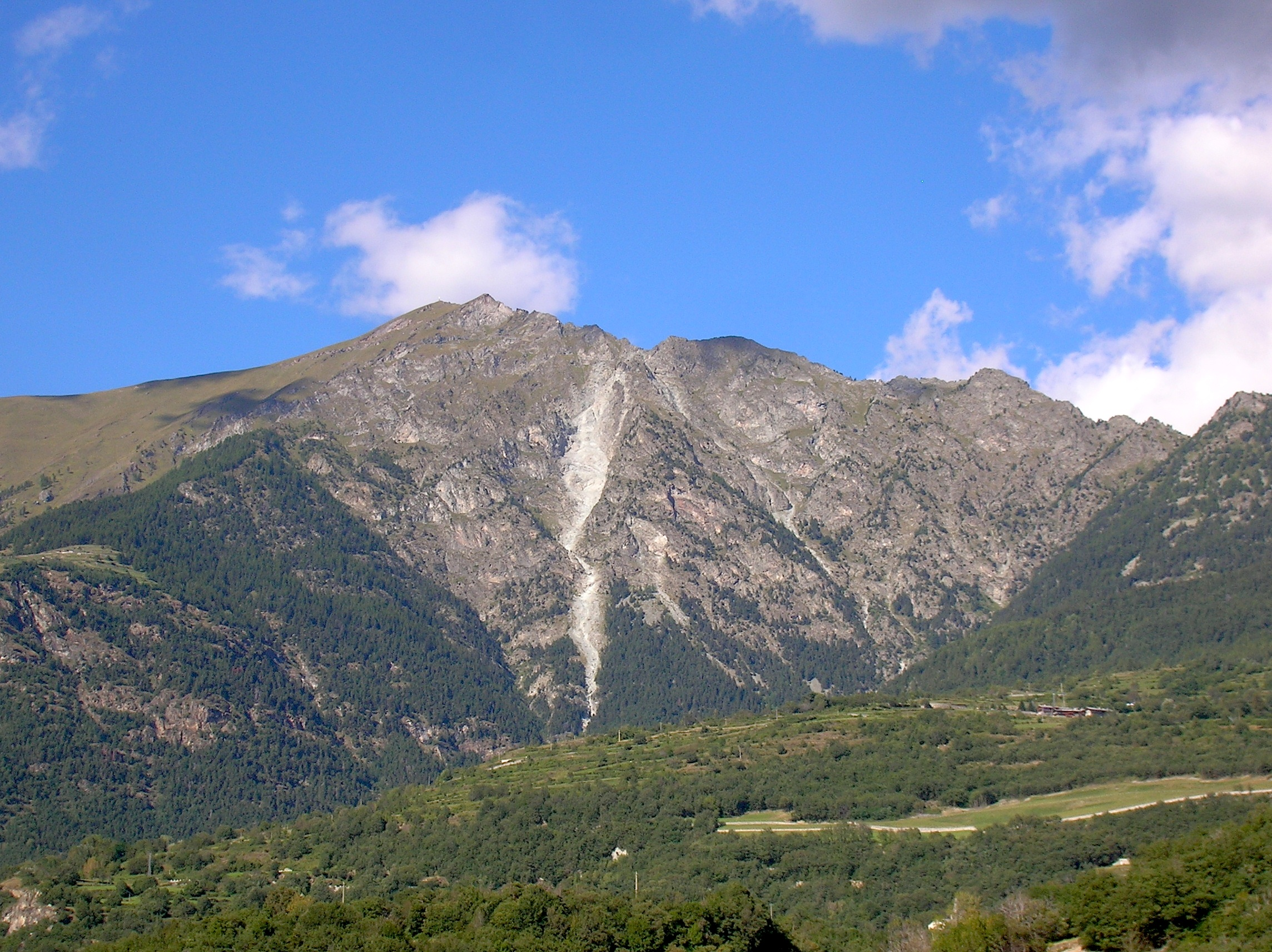

45°47′17″N 7°39′50″E / 45.788°N 07.664°E
澤比翁山（義大利語：Monte Zerbion），是意大利的山峰，位於該國西北部，由瓦萊達奧斯塔大區負責管轄，屬於本寧阿爾卑斯山脈的一部分，海拔高度2,719米。